# Taxham

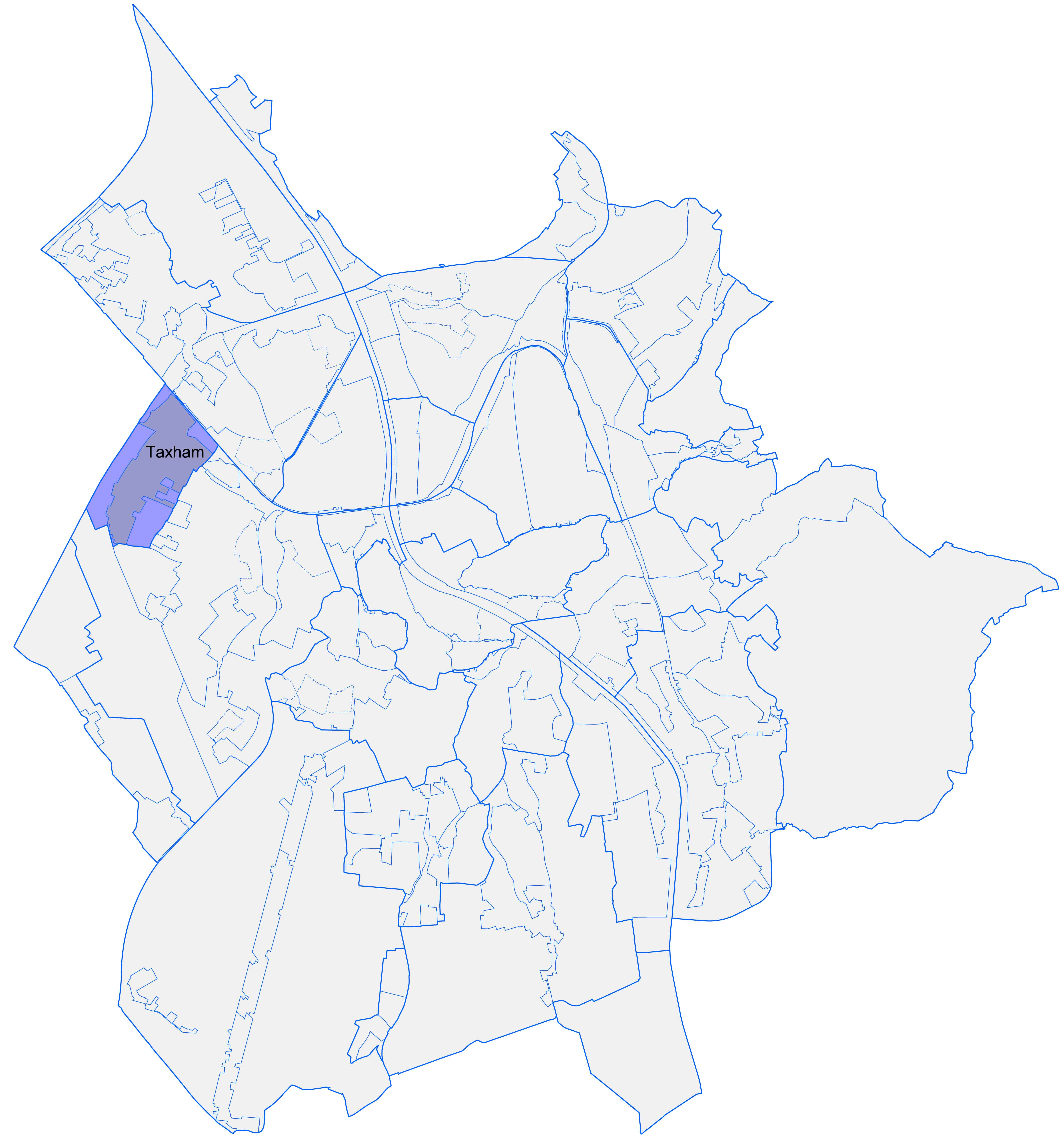
Der Salzburger Stadtteil Taxham

Taxham ist ein Salzburger Stadtteil, der im Nordwesten der Landeshauptstadt am Weg von der Stadt zum Schloss Kleßheim liegt. Die Grenzlinie zum benachbarten Stadtteil Maxglan verläuft etwa entlang der Katastralgemeindegrenze Maxglan-Siezenheim II, also entlang der Rosa-Hoffmann-Straße und der Favoritagasse, wobei das östliche Ende der Bolaringsiedlung im Nordosten die Grenze zu Maxglan bildet.

## Geschichte
Taxham ist uralter Kulturboden. Hier liegen knapp westlich des heutigen Einkaufszentrums Europark die Reste eines weitläufigen römischen Gutshofes. Nächstgelegen sind auch eisenzeitliche bzw. etwas weiter im Süden bronzezeitliche Funde gehoben worden. In Taxham ist zudem ein Fürstengrab aus der Hallstattzeit entdeckt worden. Durch Taxham verlief die alte Römerstraße von Iuvavum in Richtung Bedaium (heute Seebruck am Chiemsee in Bayern) entlang der heutigen Kleßheimer Allee.
Erstmals namentlich erwähnt ist das heutige Taxham in einer Urkunde aus dem Jahr 1409 in der Form Däxach; der Namen tritt später auch in den Formen Daxat/Taxat und Taxach auf. Der Wortteil Tax- ist gekürzt aus Taxen, einem Ausdruck für einen Nadelholzbestand, und der heute verwendete Wortteil -ham ist eine verbreitete bajuvarisch Variante von -heim und damit eine Wohnstätte oder ein Dorf. Der Name Taxham bedeutet demnach ‚Wohnstätte (von mehreren Personen) beim/im Nadelwald‘ oder dergleichen. -ach hat hier wohl dieselbe Bedeutung wie -ham.
Bei dem „Dächsach“ bzw. „Taxet“ handelte es sich um ein bäuerliches Anwesen, das vermutlich im 16. Jahrhundert geteilt wurde. 1645 gelangten beide Höfe, Taxach und das zuletzt so genannte Guggengut, in die Grundherrschaft des Collegium Marianum, einer von Erzbischof Paris Lodron ins Leben gerufenen schulischen Einrichtung. Später gehörten sie zum Hofurbar des Salzburger Domkapitels. 1911 erwarb das Land Salzburg die Güter.
Die Bezeichnung Taxham (auch Taxet) trug in diesem Raum ein kleiner alter Aussichtsturm, der auch als Schlösschen bezeichnet wurde. Das turmartige kleine Gebäude vor Schloss Kleßheim wurde um 1800 zunehmend baufällig und deswegen einige Jahrzehnte später abgetragen. Um diese Zeit findet sich Bezeichnung Taxenham bzw. Taxenhammergut (etwa im Franziszäischen Kataster von 1830). In einem Salzburger Stadtplan von 1936 findet sich die Bezeichnung Daxenham.
Das Gut Taxham war ab 1911 zusammen mit dem Guggengut bis zuletzt der Meierhof der Salzburger Landeskrankenanstalten. 1967 wurden im Zuge von Siedlungsneubauten beide Höfe abgerissen. Anstelle des alten bäuerlichen Gutes stehen heute Volksschule, Hauptschule und Kindergarten Taxham. Dort, wo einst das adelige Schlösschen stand, findet sich heute der südseitige Parkplatz des Einkaufszentrums Europark.
Der Raum des heutigen Taxham war bis in die 1950er Jahre im Wesentlichen unbebaut. Um dem herrschenden akuten Wohnungsmangel zu begegnen, wurde 1953 beschlossen, auf den landeseigenen Gründen 2500 Wohnungen zu errichten.
Den ersten Preis hatte Anfang 1954 die Architektengruppe von Otto Ponholzer, Erich Horvath und Ekkehard Ullrich erhalten. Die Siedlung Taxham entstand nach diesen Plänen ab 1954 (in wesentlichen Teilen ab 1957) als „Volkssiedlung“ zur Beseitigung der argen Wohnungsnot, da in Salzburg auch acht Jahre nach dem Krieg noch immer sehr viele Flüchtlinge und Flüchtlingsfamilien in ärmlichsten Baracken hausen mussten. Die Siedlung Taxham wurde überwiegend durch die Salzburger Wohnsiedlungsgesellschaft gebaut. Für dieses große Vorhaben stellte der damalige Landeshauptmann Josef Klaus das dem Land Salzburg gehörende Gut Taxham samt seinen 32 Hektar Grund zur Verfügung. Auch die Stadt Salzburg unterstützte dieses Wohnbauvorhaben entscheidend.
Der erste Wohnblock wurde am 8. Juli 1955 übergeben, weitere am 4. September 1957. Ein erneuter Bauabschnitt erfolgte ab 1964. In der Satellitenstadt Taxham lebten in der ersten Zeit mit geburtenstarken Jahrgängen zeitweise deutlich mehr als 10.000 Menschen, 2007 waren es gut 6.000 Bewohner.

## Kirchen
In Sichtweite liegen die beiden Kirchen der evangelischen Pfarrgemeinde Salzburg West und der katholischen Pfarrgemeinde Taxham.

### Taxhamer Pfarrkirche
1964 entstand ein katholisches Pfarrvikariat, 1967 wurde Taxham eine eigene katholische Pfarre. Erzbischof Andreas Rohracher gelobte 1966, eine stattliche Kirche errichten zu lassen. 1968 wurde die von Stadtbaumeister Franz Wagner (jun.) († 1966) entworfene Kirche der Gottes Mutter Maria geweiht, mit dem Namen „Zu unserer lieben Frau“: eine Zeltdachkirche mit freistehendem Turm (Campanile). Die schöne Madonna von Altenmarkt, ein persönliches Geschenk des Erzbischofs, schmückt ihr Inneres. Im Pfarrzentrum befindet sich ein großer Veranstaltungssaal.

### Matthäuskirche

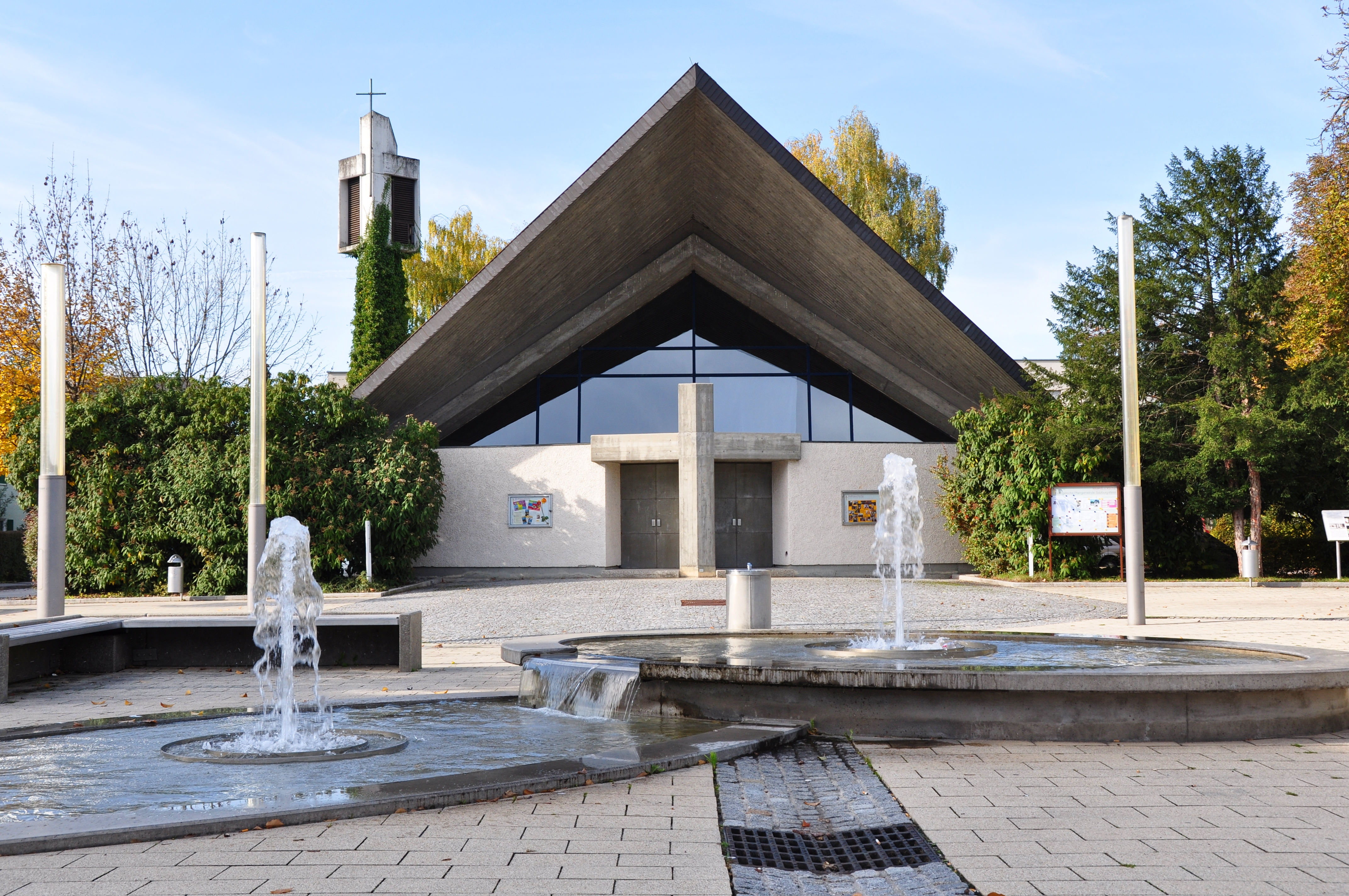
Matthäuskirche am Martin-Luther-Platz

Seit 1961 stand den zahlreichen protestantischen Kriegsflüchtlingen eine Notkirche zur Verfügung. Die evangelische Matthäuskirche am Martin-Luther-Platz – ebenfalls im Zentrum von Taxham – ist ebenfalls als Zeltkirche mit freistehendem Glockenturm konzipiert. Das Zeltdach symbolisiert die Gemeinde als wanderndes Gottesvolk. Das Gotteshaus wurde ein Jahr nach der katholischen Kirche (1969) eingeweiht. Die Architekten Eugen Salpius und Hans Laimer hatten dafür die Pläne erstellt. Der Eingang ist in ein großes Kreuz integriert; der Innenraum ist besonders schlicht gehalten. Die für die Kirche geschaffene Christusfigur  wurde nach einer vorübergehenden Übersiedlung in einen Nebenraum wieder in der Kirche selbst aufgestellt. Der Platz vor der evangelischen Kirche wurde anlässlich des 500. Geburtstages Martin Luthers am 10. November 1983 zu Ehren des Reformators Martin-Luther-Platz benannt.

## Das Einkaufszentrum Taxham

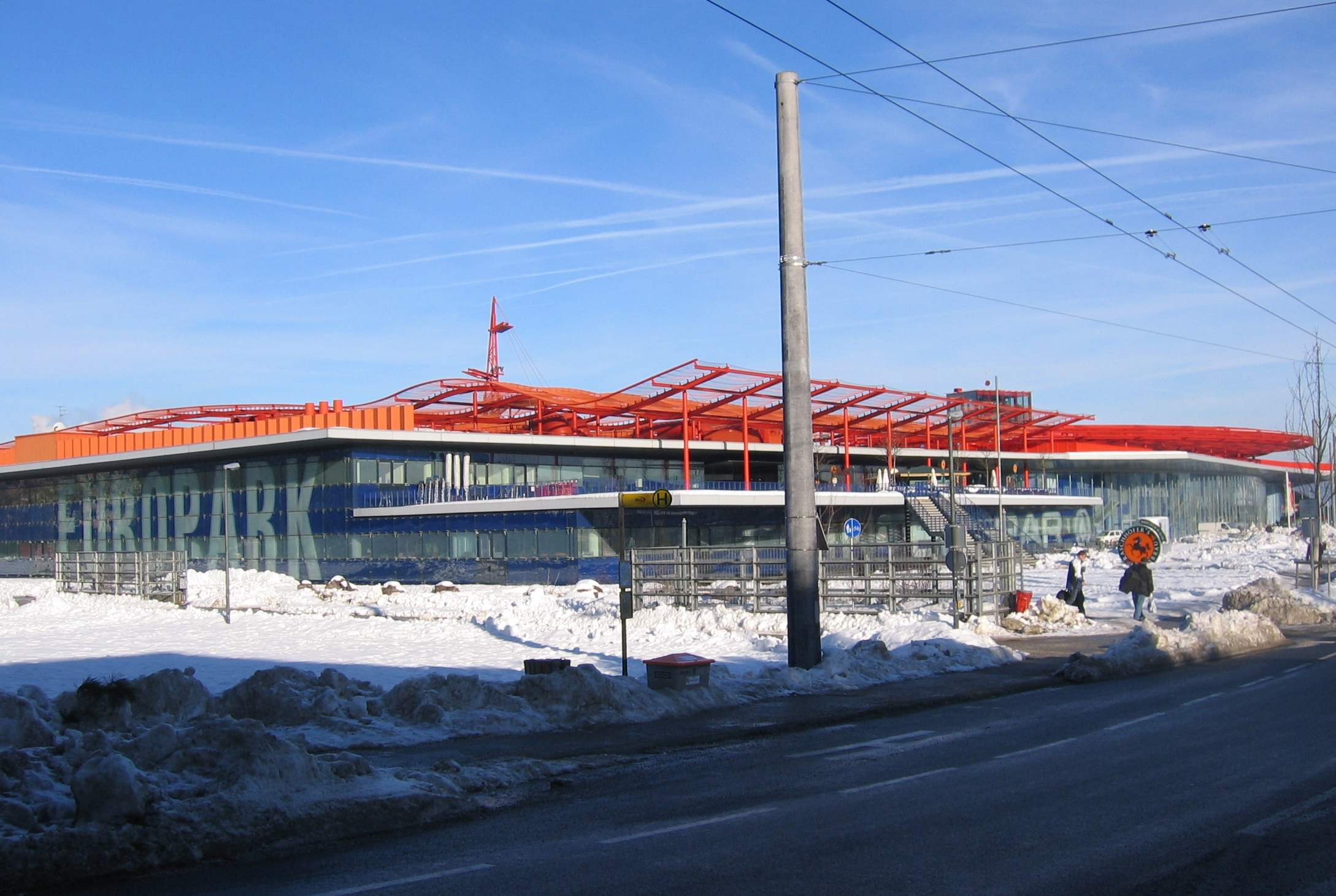
Einkaufszentrum Europark

Im Nordosten des Stadtteils liegt der 1997 erbaute und 2005 erweiterte Europark, das heute größte Einkaufszentrum Westösterreichs.
2005 wurde der in Konzeption und Architektur richtungsweisende, vom römischen Star-Architekten Massimiliano Fuksas entworfene zweite Teil des Europarks eröffnet. Mit nunmehr fast 51.000 Quadratmetern Verkaufsfläche wurde er zum erfolgreichsten Shopping-Center in Österreich. Heute sind auf dem gesamten Europark-Gelände etwa 2.000 Mitarbeiter beschäftigt; täglich besuchen rund 30.000 Kunden das Einkaufszentrum. Angeschlossen ist ein Kindergarten, der seit 1998 in Betrieb ist und über 70 Kindern von Mitarbeiterinnen und Mitarbeitern Platz bietet.
Der Europark verfügt über Europas größte Tiefgarage auf einer Ebene; zudem ist er das erste Shopping-Center mit einem eigenen Saal für kulturelle Veranstaltungen: das ebenfalls von Massimiliano Fuksas gestaltete „Oval“. Der Name entstand in Anlehnung an die organisch geformte Dachlandschaft der Europark-Erweiterung.

## Die Bolaringsiedlung
Die „Gemeinnützige Salzburger Wohnbaugesellschaft – gswb“, errichtete in Taxham in den Jahren 2000–2002 die Wohnanlage Bolaring mit insgesamt 343 Wohneinheiten, die aus 1- bis 4-Zimmer-Wohnungen zwischen 36 und 86 m² bestehen und zudem großzügige Gemeinschaftsräume besitzen. Der Zugang zu den Wohnungen erfolgt durch Laubengänge. Der innere Siedlungsbereich konnte dabei völlig autofrei gestaltet werden. Der Siedlung angeschlossen ist ein dreigruppiger Kindergarten, ein Senioren-Pflegewohnhaus sowie eine Arzt- und eine Physiotherapie-Praxis.
In dieser Siedlung wurde auch die mit einem mehr als 1.000 Quadratmeter großen Kollektorenfeld seinerzeit größte Solaranlage des Bundeslandes Salzburg errichtet. Die Anlage liefert jährlich fast 400.000 kWh Fernwärme.

## Verkehr und Infrastruktur

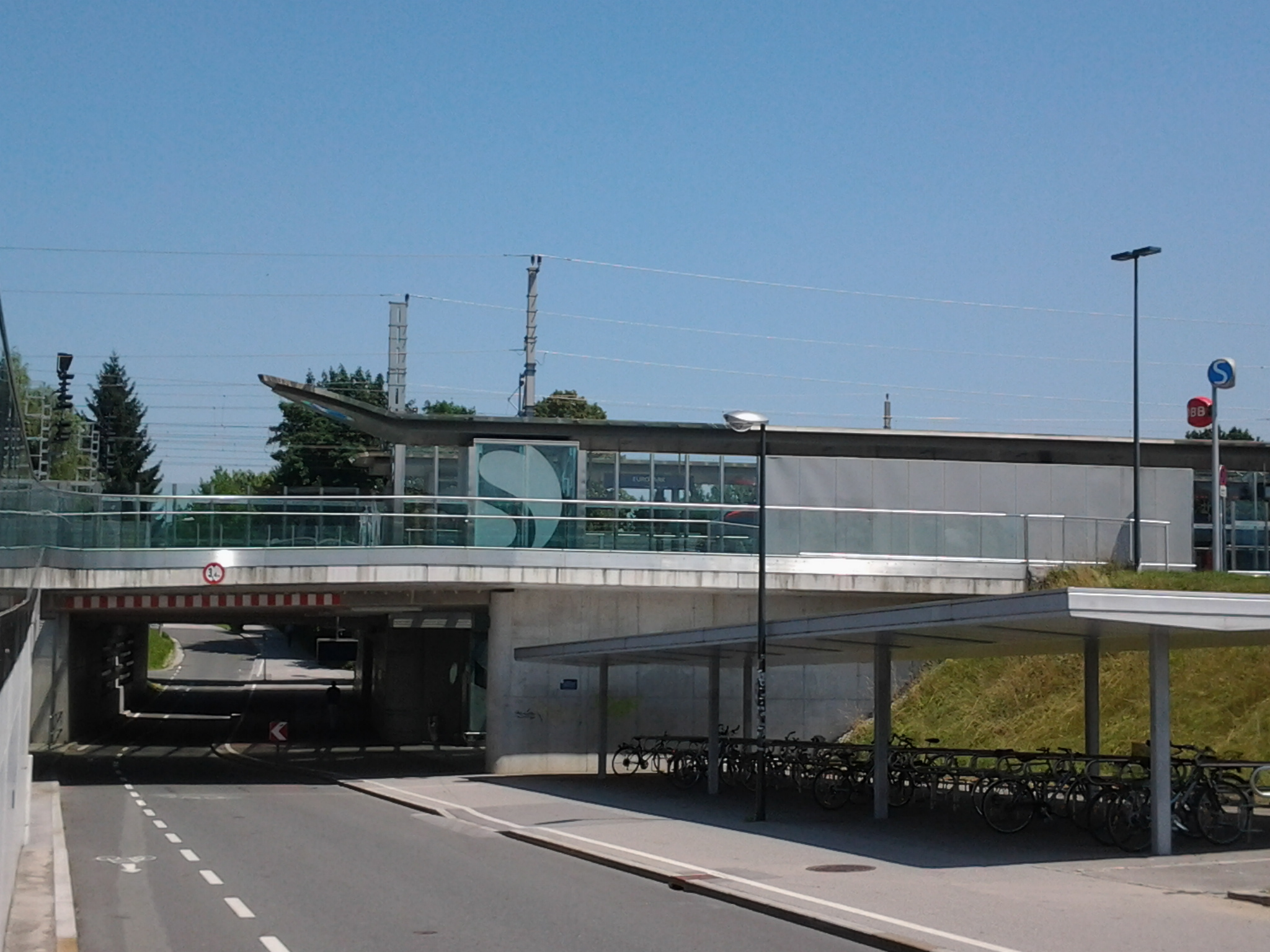
S-Bahn-Station Salzburg Taxham Europark

Eine Volks- und Hauptschule sowie ein sonderpädagogisches Zentrum, zwei pfarrliche Kindergärten, zwei Gemeindekindergärten sowie die Kindergärten im Einkaufszentrum Europark und der Landeskindergarten zeigen, dass hier vor allem Familien mit Kindern wohnen.
Direkt neben dem Europark wurde die Haltestelle Salzburg-Taxham Europark der S-Bahn Salzburg errichtet, die derzeit von Zügen der Linie S3 je Fahrtrichtung zwei Mal stündlich sowie von Regionalexpress-Zügen der ÖBB angefahren wird. Weiters ist Taxham durch die Obuslinie 1 sowie die Autobuslinien 20 und 28 mit dem Stadtzentrum verbunden.
Straßennamen
Die Straßen von Taxham sind südlich von der katholischen Kirche nach Flugpionieren benannt, so etwa Otto von Lilienthal, Karl Illner, Wilhelm Kreß und Robert Munz.

## Sport
Am ehemaligen Sportplatz Kick Off des FC Salzburg, wo nach Auflösen des Vereins die Amateure des SV Austria Salzburg trainierten und spielten, steht heute das neu errichtete 40.000 Quadratmeter umfassende Trainingszentrum des Fußball-Bundesliga-Klubs FC Red Bull Salzburg. Neben zwei Naturrasenplätzen, davon einem beheizbaren, sowie einem Kunstrasenplatz und einem eigenen Bereich für das Torwarttraining umfasst das Trainingszentrum auch eine 700 m lange, gelenkschonende Laufbahn. Auf den 2.500 Quadratmetern Gebäudefläche befinden sich neben Umkleidekabinen und einer Geschäftsstelle auch Wellness- und Regenerationsbereiche, eine Indoor-Laufbahn sowie eine eigene Catering-Küche.
Gegenüber dem Einkaufszentrum Europark beziehungsweise neben der Bolaringsiedlung ist heute der Nachfolgeverein des FC Salzburg beheimatet. Der ASV Europark Taxham besitzt hier zwei Fußballplätze sowie ein eigenes Vereinsgebäude. Der Klub spielt derzeit in der 1. Klasse Nord.